# 小沙湾黄河大桥
小沙湾黄河大桥，又称“109国道小沙湾黄河大桥”，是位于中国内蒙古自治区呼和浩特市与鄂尔多斯市之间的一座公路桥梁，跨越黄河，连接东岸的清水河县窑沟乡和西岸的准格尔旗，是109国道清水河至大饭铺公路的控制性工程，桥梁全长831.25米，为预应力混凝土高墩大跨连续刚构桥，最大桥高105米，最大墩高100米，建成时是黄河上最高的桥梁。由中交第二航务工程局有限公司承建，项目于2004年5月30日奠基，2009年12月8日正式通车运营。大桥建成后，恢复了该地因万家寨水利枢纽工程蓄水而中断的跨河连续交通，同时提高了国道109线的通行能力。

## 设计
大桥里程桩号K598+871.5~K599+702.75，桥位地处黄河中游大北干流头道拐至龙门河段，最大水深17米。主桥长496米，桥跨布置为88+160+160+88米，主跨160米，是内蒙古自治区主跨最长的连续刚构桥。
桥梁上部构造为四跨一联预应力混凝土变截面连续刚构，采用单箱单室截面，箱梁顶板宽11米，底板宽6米，翼缘悬臂长2.5米。箱梁墩顶处梁高9.5米，跨中和边跨现浇段梁高3.5米，箱梁采用C50混凝土。
主桥桥墩为钢筋混凝土双肢薄壁墩，2号墩高86米，3号、4号墩高100米。各肢均采用矩形空箱截面，尺寸在墩顶为3×8.5米，向墩底以2厘米/米的速度扩大，呈四棱台柱，箱壁厚度在矩形长度方向上为90厘米，在矩形宽度方向上为65厘米。桥墩承台均厚4.5米，下设直径2.5米钻孔灌注桩。
桥面设计基准风速达到37.6米/秒。 按双向两车道一级公路标准建设。

## 历程
- 2004年5月30日，清水河至大饭铺公路及小沙湾黄河大桥项目正式奠基。[2]
- 2006年9月3日，4号主墩承台第一根桩基混凝土浇注完成，大桥正式进入主体施工阶段。[1]
- 2009年7月3日，大桥主跨合龙。[3]
- 2009年12月8日，大桥竣工并正式通车运营。[3]